# William F. Packer
William Fisher Packer, född 2 april 1807 i Centre County i Pennsylvania, död 27 september 1870 i Williamsport i Pennsylvania, var en amerikansk demokratisk politiker.
Packer var Pennsylvanias guvernör 1858–1861. 
Packer var verksam som publicist i Pennsylvania. Han var med om att grunda Keystone Gazette.
Packer efterträdde 1858 James Pollock som Pennsylvanias guvernör och efterträddes 1861 av Andrew Gregg Curtin. Packer avled 1870 och gravsattes i Williamsport.